# Vương Lạc Đan
Vương Lạc Đan (tiếng Trung: 王珞丹, sinh ngày 30 tháng 1 năm 1984) là nữ diễn viên, ca sĩ sinh ra tại Nội Mông, Trung Quốc. Vương Lạc Đan gây được tiếng vang lớn nhờ vào vai diễn Mễ Lai trong tác phẩm kinh điển của dòng phim thanh xuân Phấn đấu (2007) của đạo diễn Triệu Bảo Cương, vai diễn đem về cho cô 2 đề cử quan trọng tại 2 giải thưởng truyền hình danh giá bậc nhất tại Trung Quốc là Nữ diễn viên được yêu thích nhất tại Giải Kim Ưng lần thứ 24 và Nữ diễn viên xuất sắc nhất tại Giải Phi thiên lần thứ 27. Năm 2009, cô tiếp tục có lần hợp tác thứ 2 với đạo diễn Triệu Bảo Cương trong Thanh xuân của tôi ai làm chủ, vai diễn Tiền Tiểu Dạng trong bộ phim này nhanh chóng trở thành nhân vật được yêu thích trong lòng giới trẻ lúc bấy giờ, nhờ vào đó cô nhận được giải thưởng Nữ diễn viên được yêu thích nhất và 1 đề cử Nữ diễn viên chính xuất sắc nhất tại Giải Bạch Ngọc Lan lần thứ 16. Năm 2010, cô vinh dự trở thành "Nữ thần Kim Ưng" thế hệ thứ 3 tại Kim Ưng Lễ lần thứ 8 và được Tencent QQ bầu chọn vào danh sách Tân Tứ Tiểu Hoa Đán cùng với Dương Mịch, Lưu Diệc Phi và Huỳnh Thánh Y.
Bên cạnh thành công ở thị phần phim truyền hình, Lạc Đan còn gặt hái được thành công ở lĩnh vực điện ảnh. Năm 2012, cô có cơ hội hợp tác cùng vị đạo diễn nổi tiếng Trần Khải Ca trong tác phẩm Tìm kiếm, thông qua đó giúp cô thu về giải thưởng Nữ diễn viên phụ xuất sắc nhất tại Lễ trao giải Kim Kê lần thứ 29. Năm 2016, cô góp mặt trong bộ phim đề tài hình sự Liệt nhật chước tâm của đạo diễn Tào Bảo Bình, bộ phim được giới chuyên môn đáng giá cao và mang về doanh thu hơn 304 triệu NDT tại thị trường Trung Quốc, một lần nữ giúp cô mang về giải thưởng Nữ diễn viên phụ xuất sắc nhất tại LHP Trường Xuân lần thứ 13 (năm 2016).

## Tiểu sử

### Trải nghiệm ban đầu
Vương Lạc Đan sinh ra tại Xích Phong, Nội Mông, người gốc Cẩm Châu, Liêu Ninh , Cha Vương Lạc Đan là một trọng tài bóng rổ cấp quốc gia, mẹ là một giáo viên tiểu học, chị gái là diễn viên múa Vương Sở Hàm (Vương Nguyệt Ý), ngoài ra còn có một chị gái Vương Đoan Đoan lớn hơn một tuổi rưỡi (đã đổi tên thành Vương Nguyệt Ý, Vương Sở Hàm 王楚涵, nay là Vương Sở Hàm 王楚函) . Vì chị gái thi vào trường nghệ thuật nên Vương Lạc Đan cũng có ý tưởng "dấn thân vào nghệ thuật". Khi tốt nghiệp trung học cơ sở, cô đã bí mật thi vào Trường Sư phạm Mẫu giáo Nội Mông (sau này được sáp nhập vào Học viên Xích Phong) mà không nói với cha mẹ , học âm nhạc. Sau đó, Vương Lạc Đan tham gia ban nhạc của trường và học chơi trống, là tay trống duy nhất của trường, cô đã trở thành một nhân vật nổi tiếng trong trường vào thời điểm đó .
Đầu năm 2001, do chị gái được nhận vào Học viện múa Bắc Kinh năm trước, Vương Lạc Đan, sắp tốt nghiệp ngành giáo viên mẫu giáo, đến Bắc Kinh cùng mẹ, dự định nộp đơn vào Đại học Sư phạm Bắc Kinh. Tuy nhiên, sau đó, cô đã thay đổi quyết định và nộp đơn vào Học viện Điện ảnh Bắc Kinh, sau khi tham gia một lớp dạy kèm biểu diễn trong một thời gian, cuối cùng cô đã được nhận vào học mà không gặp bất kỳ rủi ro nào . Sau khi nhập học, Vương Lạc Đan từng gây hoang mang vì ngoại hình không nổi bật, chính vì vậy, cô đặc biệt nghiêm túc với việc học ở trường .

### Thời kỳ Hải Nhuận: ra mắt và nổi tiếng
Đảm nhận bộ phim truyền hình đầu tiên Cánh bướm bay vào tháng 5 năm 2004, cô đóng một vai phụ nhỏ trong phim, cô ấy không được biết đến vào thời điểm đó, và mức thù lao thấp một cách đáng thương . Vào năm cuối cấp, cô ký hợp đồng với Nhuận Tinh Đường một công ty môi giới thuộc Tập đoàn Điện ảnh và Truyền hình Hải Nhuận, sau đó đã quay một số tác phẩm điện ảnh và truyền hình, bộ phim truyền hình Đóa đào nở như ánh mặt trờichuyển thể từ tiểu thuyết Thâm lao đại ngụccủa Hải Nham, bắt đầu nổi bật nhờ khả năng diễn giải xuất sắc nhân vật phản diện . Tháng 7 năm 2005, Vương Lạc Đan tham gia bộ phim Na Mộc Thác (sau này đổi tên thành 'Thất nguyệt) do đạo diễn nổi tiếng Vương Tiểu Suất sản xuất và đóng vai nữ chính số 1, đây cũng là màn ra mắt màn ảnh rộng của cô, trước đó, cô từng bỏ lỡ vai nữ chính phim Giấc mơ Thượng Hải do vướng lịch trình .
Tháng 4 năm 2006, Vương Lạc Đan tham gia vào bộ phim truyền hình Phấn đấu ban đầu đạo diễn Triệu Bảo Cương muốn cô đóng vai Lộ Lộ, nhưng cô đã ngoan cố và khăng khăng muốn vào vai Mễ Lai. Sự lựa chọn này cuối cùng đã mang lại kết quả bất ngờ. Sau khi bộ phim được phát sóng vào năm 2007, nó nhanh chóng trở nên nổi tiếng khắp cả nước, và màn dám yêu dám hận của Mễ Lai trong phim đã được khán giả đặc biệt yêu thích, và ánh đèn sân khấu của nó thậm chí còn làm lu mờ các nam và nữ chính. Bộ phim này do đó đã trở thành tác phẩm nổi tiếng của cô và định hình thành công hình ảnh trẻ trung và đầy cảm hứng của cô sau những năm 80  Cô cũng được đề cử Nữ diễn viên chính xuất sắc trong Lễ trao giải phim truyền hình Phi thiên Trung Quốc lần thứ 27 với bộ phim này . Ngoài ra, Vương Lạc Đan cũng có một màn trình diễn tuyệt vời trong một bộ phim truyền hình thời kỳ khác của Trung Hoa Dân Quốc, Phong hỏa cô nhi.
Tháng 10 năm 2008, Vương Lạc Đan xuất hiện tại Liên hoan phim quốc tế Busan lần thứ 13 tại Hàn Quốc với vai nữ chính trong bộ phim Xa Thệ . Năm 2009, cô góp mặt trong hai bộ phim truyền hình Thanh xuân của tôi ai làm chủvà Hương Đêm. Trong đó, Thanh xuân của tôi ai làm chủ bị chê giống với Phấn đấu, nhưng Tiền Tiểu Dạng sôi động và nổi loạn do cô thủ vai vẫn để lại ấn tượng sâu sắc trong lòng khán giả và trở thành điểm nhấn trong bộ phim . Cô cũng được bầu chọn là một trong Tứ Tiểu Hoa Đán mới của Trung Quốc đại lục cùng với Lưu Diệc Phi, Dương Mịch và Huỳnh Thánh Y nhờ độ nổi tiếng cao vào thời điểm đó.
Tháng 3 năm 2010, Vương Lạc Đan thay Viên Tuyền diễn trong vở thoại kịch kinh điển Hổ phách . Tháng 5, vì cô đã thành công trong việc thể hiện Đỗ Lạp Lạp, một phụ nữ công sở thành thị trong phiên bản phim truyền hình Nhật Ký Thăng Chức của Đỗ Lạp Lạp, đồng thời, bộ phim đã đạt được rating cao trên TV và mạng. Cư dân mạng ca ngợi đó là Cặp đôi quốc dân và nhận danh hiệu "Nữ hoàng rating "do Sohu trao tặng. Trong phim điện ảnh Không người lái ra mắt vào tháng 7, cũng được đón nhận nồng nhiệt. Cuối cùng, cô đã giành được nhiều giải thưởng với các tác phẩm điện ảnh và truyền hình xuất sắc trong năm đó.

### Thời kỳ SMI Corporation
Tháng 7 năm 2010, do "Nhà môi giới vàng" của Hải Nhuận Thường Kế Hồng chuyển sang SMI Corporation, Vương Lạc Đan, người có mối quan hệ cá nhân tốt với cô ấy, cũng chuyển đi với cô ấy và ký hợp đồng với công ty mới của cô ấy là Tinh Mỹ Thiên Dịch (星美千易) . Sau đó cô lại cùng Lý Quang Khiết tham gia bộ phim truyền hình Chuyện tình cây sơn tra, đóng vai Tĩnh Thu. Cuối năm, cô hợp tác với Tôn Hồng Lôi để quay bộ phim truyền hình Nam nhân bang. Đồng thời, cô tích cực tham gia quay phim điện ảnh. Tuy nhiên, vào tối ngày 5 tháng 4 năm 2011, cô đã vô tình gặp tai nạn xe hơi khi đang quay phim Tội phạm biên giới ở Vân Nam, khiến cô bị thương ở má và trán, may mắn là vết thương của cô không nghiêm trọng và không ảnh hưởng đến sự nghiệp diễn xuất của cô. Tháng 11 cùng năm, studio cá nhân của cô chính thức được thành lập.
Tối ngày 22 tháng 1 năm 2012, Vương Lạc Đan và gia đình đã ra mắt lần đầu tiên trên CCTV Lễ hội mùa xuân và hát các bài hát . .Cô đã thể hiện rất tốt trong nhiều tác phẩm điện ảnh và truyền hình được phát sóng trong năm đó, trong số đó phải kể đến bộ phim truyền hình Hồng nương tử, là một bộ phim về đề tài thời chiến, đã đạt được rating cực cao sau khi công chiếu trên đài truyền hình vệ tinh Giang Tô đồng thời phá bỏ hình ảnh tươi tắn, nhí nhảnh thường thấy; cùng diễn xuất xuất sắc trong phim Tìm kiếm đã giúp cô đoạt giải Nữ diễn viên phụ xuất sắc nhất tại Lễ trao giải Kim Kê Điện ảnh Trung Quốc lần thứ 29 . Giữa tháng 8, Vương Lạc Đan sang Mỹ trao đổi và học tập trong 3 tháng tại Đại học New York .
Bước sang năm 2013, Vương Lạc Đan tiếp tục mở rộng con đường kinh kịch của mình, sau những nỗ lực trước đó của cô ấy trong các bộ phim truyền hình thời kỳ cách mạng, trong năm này, cô thử sức với bộ phim truyền hình cổ trang Đại Hán hiền hậu Vệ Tử Phu vào vai nữ chính Vệ Tử Phu và phim điện ảnh cổ trang Hoàng Phi Hồng: Bí ẩn một huyền thoại vai đả nữ A Xuân, bộ phim thu về hơn 192 triệu NDT phòng vé.

### Phát triển ổn định
Tháng 6 năm 2019, cô tham gia ghi hình chương trình truyền hình thực tế về trượt ván Cực hạn thanh xuân cùng Vương Nhất Bác và Trình Tiêu ; Vào tháng 9, chương trình tạp kỹ chậm theo phong cách phim du lịch của người nổi tiếng Dạo quanh thế giới được phát sóng . Ngày 13 tháng 12, bộ phim khoa học viễn tưởng Người bị ánh sáng bắt đi có sự tham gia của cô, Hoàng Bột và Đàm Trác được ra mắt,
Ngày 16 tháng 6 năm 2021, cô đóng vai chính trong bộ phim truyền hình đương đại Our New Era ; Tháng 10, cô tham gia chương trình truyền hình thực tế Action do các đạo diễn trẻ sáng tạo ; 5 tháng 11, bộ phim tình cảm Lão phu kỳ sự đóng cùng Vương Truyền Quân được ra mắt; 6 tháng 11, bộ phim truyền hình tình cảm đô thị Thế giới riêng của đôi tai cô đóng cùng Quách Kinh Phi được phát sóng trên kênh Dragon TV.
14 tháng 1 năm 2022, chương trình khoa học Siêu trí tuệ mùa 9 được phát sóng.
6 tháng 1 năm 2023, chương trình khoa học Siêu trí tuệ mùa 10 được phát sóng; 7 tháng 5, bộ phim tình cảm tâm lý lấy chủ đề về phụ nữ Thế giới mới của bà được phát sóng ; 22 tháng 6, bộ phim Ngang qua thị trấn ngàn mây được phát sóng
Tháng 3 năm 2025, chương trình tạp kỹ Cưỡi gió 2025 của đài Mango TV mà cô tham gia được lên sóng.

## Cuộc sống cá nhân

### Gia đình
Bố của Vương Lạc Đan là trọng tài bóng rổ cấp quốc gia, mẹ là giáo viên tiểu học, chị gái là vũ công Vương Sở Hàm (Vương Nguyệt Ý) .

## Nhận định
Vương Lạc Đan được xem là "Tiểu Hoa Đán" tài sắc vẹn toàn thế hệ thứ hai của làng giải trí Hoa Ngữ. Vương Lạc Đan sở hữu gương mặt xinh xắn cùng nụ cười rạng rỡ. Mặc dù sự nghiệp cũng đi chậm hơn so với những nữ diễn viên đi theo hướng lưu lượng như Dương Mịch, Lưu Diệc Phi...nhưng tài năng diễn xuất của Vương Lạc Đan luôn được giới chuyên môn đánh giá cao.
Khán giả Việt Nam nhớ đến cô thông qua vai diễn Ngũ Nguyệt trong bộ phim truyền hình Hương Đêm hợp tác cùng Huỳnh Hiểu Minh. Hay sau đó đại chế tác lịch sử Đại Hán hiền hậu Vệ Tử Phu (2015) hợp tác cùng Lâm Phong, bộ phim từng gây được tiếng vang lớn ở thị trường Châu Á. Gần đây nhất, tác phẩm đề tài y khoa của cô hợp tác cùng 2 diễn viên gạo cội là Trương Gia Dịch và Giang San mang tên Bác sĩ khoa cấp cứu (2017) đã đạt được đón nhận tích cực từ khán giả, bộ phim liên tục đứng đầu về lượng chỉ số người xem trên 2 đài phát sóng bộ phim là Đông Phương Vệ tinh và Bắc Kinh Vệ tinh.

## Phim

### Điện ảnh
| Năm  | Tên                                         | Tên gốc           | Vai               | Ghi chú    |
| ---- | ------------------------------------------- | ----------------- | ----------------- | ---------- |
| 2006 | Thất nguyệt                                 | 七月              | Thanh Thanh       | [ 27 ]     |
| 2008 | Phi Thường Đạo                              | 非常道            | Tiểu Tân          |            |
| 2008 | Xa Thệ                                      | 车逝              | Mĩ Mĩ             |            |
| 2009 | Quy tắc trước khi yêu                       | 恋爱前规则        | Nhiễm Tịnh        |            |
| 2010 | Không người lái                             | 无人驾驶          | Lý Hân            |            |
| 2011 | Kiến Đảng Vĩ Nghiệp                         | 建党伟业          | Trương Nhược Danh | Cameo      |
| 2012 | Tìm kiếm                                    | 搜索              | Dương Giai Kỳ     |            |
| 2012 | Tội phạm biên giới                          | 边境风云          | Tiểu An           | [ 29 ]     |
| 2012 | Âm mưu Hoàng Tộc                            | 血滴子            |                   | Cameo      |
| 2012 | Legend of the Moles: The Treasure of Scylla | 摩尔庄园2海妖宝藏 |                   | Lồng tiếng |
| 2013 | Hương đồng cỏ nội                           | 越来越好之村晚    | Châu Nhất Nam     | [ 32 ]     |
| 2013 | Yêu Anh Vì Anh Yêu Em                       | 我爱的是你爱我    | Thẩm Tiểu Lạc     | [ 33 ]     |
| 2014 | Sau này không gặp lại                       | 后会无期          | Tô Mễ             |            |
| 2014 | Hoàng Phi Hồng: Bí ẩn một huyền thoại       | 黄飞鸿之英雄有梦  | A Xuân            |            |
| 2015 | Xé gió                                      | 破风              | Huỳnh Thi Dao     |            |
| 2015 | Trạch nữ trinh thám Quế Hương               | 宅女侦探桂香      | Quế Hương         |            |
| 2015 | Liệt nhật chước tâm                         | 烈日灼心          | Y Cốc Hạ          |            |
| 2016 | Người vợ mất tích                           | 消失的爱人        | Thu Tiệp          |            |
| 2016 | Đại huyết chiến                             | 我的战争          | Mạnh Tam Hạ       |            |
| 2019 | Một nửa bầu trời                            | 半边天            |                   |            |
| 2019 | Người bị ánh sáng bắt đi                    | 被光抓走的人      | Lý Nam            | [ 34 ]     |
| 2021 | Lão phu kỳ sự                               | 不老奇事          | Tô Lăng Phương    | [ 35 ]     |
|      |                                             |                   |                   |            |

### Truyền hình
| Năm  | Tên                               | Tên gốc          | Vai                | Ghi chú           |
| ---- | --------------------------------- | ---------------- | ------------------ | ----------------- |
| 2004 | Cánh bướm bay                     | 蝴蝶飞飞         | Mạch Lạc Lạc       | [ 36 ]            |
| 2006 | Đóa đào nở như ánh mặt trời       | 阳光像花一样绽放 | Đan Quyên          | [ 37 ]            |
| 2006 | Khả Khả Tây Lý                    | 可可·西里        | Đinh Vấn Tịnh      |                   |
| 2006 | Mẫu thân thị điêu hà              | 母亲是条河       | Lý Thái Đào        | [ 38 ]            |
| 2007 | Phong hỏa cô nhi                  | 烽火孤儿         | Đỗ Vy/mẹ của Đỗ Vy | [ 39 ]            |
| 2007 | Phấn Đấu                          | 奋斗             | Mễ Lai             |                   |
| 2008 | Bảy ngày chấn động thế giới       | 震撼世界的七日   | Quan Tiểu Tây      | [ 40 ]            |
| 2008 | Bài cầu nữ tướng                  | 排球女将         | Lệ Tuyết           | [ 41 ]            |
| 2009 | Thanh xuân của tôi ai làm chủ     | 我的青春谁做主   | Tiền Tiểu Dạng     |                   |
| 2009 | Hương Đêm                         | 暗香             | Ngũ Nguyệt         | VTC9 - Let's Viet |
| 2010 | Nhật ký thăng chức của Đỗ Lạp Lạp | 杜拉拉升职记     | Đỗ Lạp Lạp         | VTC11             |
| 2011 | Nam nhân bang                     | 男人帮           | Mạc Tiểu Mẫn       | [ 44 ]            |
| 2012 | Hồng nương tử                     | 红娘子           | Vương Tiểu Hồng    |                   |
| 2012 | Chuyện tình cây sơn tra           | 山楂树之恋       | Tĩnh Thu           | Bản truyền hình   |
| 2014 | Đại Hán hiền hậu Vệ Tử Phu        | 卫子夫           | Vệ Tử Phu          | HTV2, BTV1        |
| 2015 | Ngoảnh lại nói yêu em             | 转身说爱你       | Lý Minh Ngọc       | [ 46 ]            |
| 2017 | Bác sĩ khoa cấp cứu               | 急诊科医生       | Giang Hiểu Kỳ      | VTC1, FPT Play    |
| 2021 | Bắc Triệt Nam Viên                | 北辙南辕         | Vưu San San        |                   |
| 2021 | Thế giới riêng của đôi ta         | 两个人的世界     | Lý Văn Gia         | [ 47 ]            |
| 2023 | Thế giới mới của bà               | 外婆的新世界     | Hoắc Vi            |                   |
| 2024 | Hải thiên hùng ưng                | 海天雄鷹         | Hạ Sơ              |                   |

## Phim ngắn
- 2012 Ước muốn của người già vai Chu Sảng (Ngoại truyện phim điện ảnh Phi việt lão nhân viện)
- 2013 Tiên ngã cơ duyên vai Lạc Đan [48]
- 2015 Ngọc mễ nhân [49]

## Kịch
- Tường (墙)
- Dã tình Viễn Sơn (远山野情) [50]
- 2003 老顽固们 vai Lộ Kỳ Ngải Tháp（Tốt nghiệp lớp Chính kịch Học viên Điện ảnh Bắc Kinh）
- 2010 Hổ phách vai Thẩm Tiểu Ưu

## Âm nhạc

### Single
| Tên ca khúc                          | Ghi chú                                              |
| ------------------------------------ | ---------------------------------------------------- |
| Giấc mơ không giống nhau (梦不一样)  | -                                                    |
| Lời hứa của mẹ (母亲的承诺)          | -                                                    |
| Huyền thoại (传奇)                   | -                                                    |
| Lại tháy làn khói (又见炊烟)         | -                                                    |
| Đợi anh yêu em (等你爱我)            | -                                                    |
| Wear My Love (戴上我的爱)            | với Phan Vỹ Bá                                       |
| Nước mắt kem lạnh (冰淇淋的眼泪)     | -                                                    |
| Tôi tin một ngày nào đó (相信有一天) | OST Vận động viên bóng chuyền, do Hải Nhuận sản xuất |
| Giấc mơ không rơi (梦不落)           | cùng Trương Nhất Sơn                                 |
| Bên trái (左边)                      | phiên bản Mễ Lai                                     |

## Giải thưởng
| Year | Award                                                   | Category                                                             | Nominated work                    | Result    | Ref.   |
| ---- | ------------------------------------------------------- | -------------------------------------------------------------------- | --------------------------------- | --------- | ------ |
| 2008 | Giải Kim Ưng                                            | Giải Kim Ưng cho Nữ diễn viên chính xuất sắc nhất                    | Phấn Đấu                          | Đề cử     |        |
| 2009 | Giải Phi thiên                                          | Nữ diễn viên chính xuất sắc nhất                                     | Phấn Đấu                          | Đề cử     |        |
| 2010 | Giải Bạch Ngọc Lan                                      | Nữ diễn viên chính xuất sắc nhất                                     | Thanh xuân của tôi ai làm chủ     | Đề cử     |        |
| 2010 | Giải Bạch Ngọc Lan                                      | Nữ diễn viên nổi tiếng nhất                                          | Thanh xuân của tôi ai làm chủ     | Đoạt giải | [ 51 ] |
| 2010 | Giải Kim Ưng                                            | Giải Kim Ưng cho Nữ diễn viên chính xuất sắc nhất                    | Thanh xuân của tôi ai làm chủ     | Đề cử     |        |
| 2010 | Lễ hội truyền hình sinh viên lần thứ nhất               | Nữ diễn viên nổi tiếng nhất                                          | Thanh xuân của tôi ai làm chủ     | Đoạt giải | [ 52 ] |
| 2010 | One Drama Presentation                                  | Nữ diễn viên xuân khấu được mong đợi nhất                            | —                                 | Đoạt giải | [ 53 ] |
| 2011 | Giải Bạch Ngọc Lan                                      | Nữ diễn viên chính xuất sắc nhất                                     | Nhật ký thăng chức của Đỗ Lạp Lạp | Đề cử     |        |
| 2011 | Giải Kim Phượng                                         | Người mới xuất sắc nhất                                              | —                                 | Đoạt giải | [ 54 ] |
| 2012 | Giải Hoa Đỉnh                                           | Nữ diễn viên chính xuất sắc nhất (Phim chính kịch thời kỳ cách mạng) | Hồng nương tử                     | Đề cử     |        |
| 2012 | Liên hoan phim Trung Quốc New York 2012                 | Nghệ sĩ Châu Á được yêu thích nhất                                   | —                                 | Đoạt giải |        |
| 2013 | Giải Kim Kê                                             | Nữ diễn viên phụ xuất sắc nhất                                       | Tìm kiếm                          | Đoạt giải | [ 20 ] |
| 2015 | Giải thưởng truyền thông điện ảnh Trung Quốc lần thứ 15 | Nữ diễn viên được mong đợi nhất                                      | Sau này không gặp lại             | Đề cử     |        |
| 2015 | Liên hoan phim quốc tế Ma Cao lần thứ 7                 | Giải thưởng Bông sen vàng cho Nữ diễn viên chính xuất sắc nhất       | Xé gió                            | Đề cử     |        |
| 2015 | Liên hoan truyền hình Tứ Xuyên lần thứ 13               | Nữ diễn viên chính xuất sắc nhất                                     | Đại Hán hiền hậu Vệ Tử Phu        | Đề cử     |        |
| 2016 | Giải Hoa Đỉnh                                           | Nữ diễn viên chính xuất sắc nhất (Phim tâm lý hiện đại)              | Ngoảnh lại nói yêu em             | Đề cử     |        |
| 2016 | Liên hoan phim Trường Xuân lần thứ 13                   | Nữ diễn viên phụ xuất sắc nhất                                       | Liệt nhật chước tâm               | Đoạt giải | [ 5 ]  |
| 2016 | Liên hoan phim quốc tế Ma Cao lần thứ 8                 | Giải thưởng Bông sen vàng cho Nữ diễn viên chính xuất sắc nhất       | Đại huyết chiến                   | Đề cử     |        |
| 2018 | Giải Hoa Đỉnh                                           | Nữ diễn viên chính xuất sắc nhất (Phim chính kịch hiện đại)          | Bác sĩ khoa cấp cứu               | Đề cử     | [ 55 ] |
| 2018 | Giải thưởng Đài truyền hình Trung Quốc lần thứ 5        | Nữ Diễn viên xuất sắc - Bảng xanh lá cây                             |                                   | Đề cử     | [ 56 ] |